# Guadalquivir (barrio)
Guadalquivir, también llamado Polígono Guadalquivir, es un barrio de Córdoba (España) situado en la margen izquierda del río Guadalquivir. Limita al norte con el barrio de Sector Sur; al oeste, con el mencionado río; y al este y el sur, con terrenos no urbanizados. 

## Historia
Fue concebido como Polígono Guadalquivir, y construidas sus primeras 1.110 viviendas de protección oficial, por la delegación provincial del ministerio de Obras Públicas y Urbanismo (MOPU) durante el Gobierno de la extinta Unión de Centro Democrático (UCD) (1976-1982). En 1984 pasó a depender de la Junta de Andalucía.
El proyecto consistía en desalojar a los habitantes de las casas portátiles de los barrios de las Moreras y las Palmeras y trasladarlos al nuevo barrio, situado en la zona socialmente más deprimida de la ciudad y diseñado, en forma de edificios carcelarios o militares, para albergar a familias poco gratas al orden social y económico establecido. Terminados los 1.110 pisos entre 1981 y 1982, a cuya construcción se opusieron, desde su inicio, personalidades ciudadanas de prestigio intelectual de la ciudad, se inició la campaña para que los vecinos de Moreras y Palmeras y de otros lugares necesitados de la ciudad presentaran su solicitud de vivienda. Pero el proyecto urbanístico fracasó ante la negativa de los vecinos de Moreras a abandonar su lugar de residencia. A pesar de las extremas condiciones de habitabilidad, de inseguridad social y de higiene medioambiental, eran conscientes como el Ayuntamiento, como la RENFE, como el MOPU y como las constructoras, de los miles de millones de pesetas que habrían de suponer en unos años aquellos terrenos en pleno centro de la ciudad, cargados de trenes subterráneos y libres de cargas de población que rayaba la categoría social de lumpen. Ante el fracaso, la maquinaria administrativa se detuvo y los pisos de Guadalquivir, completa y absolutamente abandonados, comenzaron a ser pasto del gamberrismo de las pandillas juveniles y de la rapiña de los adultos.
Entre finales de 1983 y comienzos de 1984 se formó un grupo de ciudadanos, adjudicatarios de pisos en el Polígono Guadalquivir que habitaban viviendas viejas en alquiler de renta antigua al borde del derrumbe. Eran de los barrios de Santiago, San Agustín, Costanillas, Barrio del Matadero, Obispo Pérez Muñoz, Santa Marina, Zumbacón, Olivos Borrachos, zona vieja del Campo de la Verdad. A los que se unieron más tarde familias jóvenes del Parque Figueroa, Fuensanta, Valdeolleros, Ciudad Jardín, Cañero, Fátima, que vivían, por falta de medios, con padres y familiares. A mediados de enero se constituyó la comisión gestora de la AA.VV. Amargacena, presidida por Antonio Perea, y tras un mes de movilizaciones, encierros, cortes de tráfico, asambleas y todo tipo de acciones callejeras, se empezaron a ocupar las primeras 300 viviendas a partir del 10 de febrero de 1984.